# Chambles
Chambles település Franciaországban, Loire megyében. Lakosainak száma 1071 fő (2022. január 1.). Chambles Çaloire, Périgneux, Saint-Étienne, Saint-Marcellin-en-Forez, Saint-Maurice-en-Gourgois és Saint-Just-Saint-Rambert községekkel határos.

## Népesség
A település népességének változása:
| Lakosok száma | 295  | 545  | 624  | 877  | 971  | 981  | 1000 | 1036 | 1054 | 1071 |
|               | 1968 | 1982 | 1990 | 2006 | 2013 | 2015 | 2017 | 2019 | 2020 | 2022 |